# Autorretrato con la Muerte tocando el violín

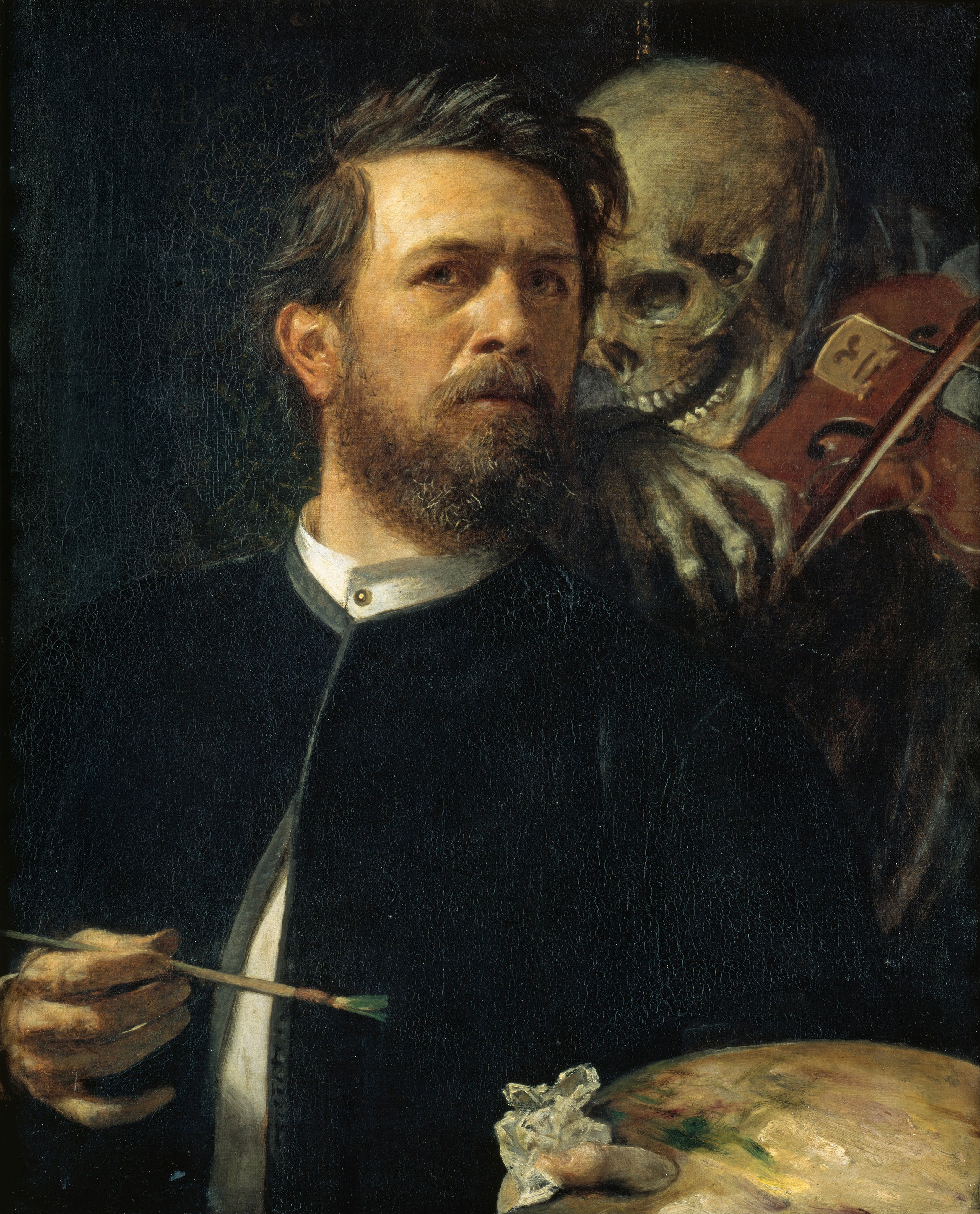
Autorretrato con la Muerte tocando el violín, Arnold Böcklin; 1872.

Autorretrato con la Muerte tocando el violín (en alemán, Selbstbildnis mit fiedelndem Tod) es un cuadro del pintor suizo Arnold Böcklin, realizado en 1872, que mide 75 × 61 centímetros. La pintura está en la colección de la Alte Nationalgalerie de Berlín.

## Contexto
A partir de 1855 Böcklin desarrolló un arte alegórico, lleno de figuras míticas, leyendas y supersticiones. La muerte es un tema recurrente, con sus cinco versiones de La isla de los muertos como los ejemplos más famosos. Se ha sugerido que esta obsesión por la muerte tiene que ver con sus propias vivencias. Algunos de sus hijos habían muerto prematuramente, tuvo que huir dos veces con su familia de una epidemia de cólera y poco antes de pintar este autorretrato, en Múnich, todavía se enfrenta a los horrores de la guerra franco-prusiana. Böcklin también era conocido como un hombre melancólico.

## Imagen
El autorretrato con la Muerte tocando el violín, como gran parte de la obra de Böcklin, tiene fuertes raíces en la tradición romántica. La escena mórbida está pintada con un potente claroscuro. La pose del artista es intrigante. Vestido elegantemente, con un abrigo negro de cuello raso y una camisa blanca debajo, observa expectante, altivo, como un individuo heroico. La Muerte sonriente detrás parece amplificar este efecto. Al mismo tiempo, parece como si el pintor hubiera hecho una pausa en su trabajo para escuchar con atención la melodía que resuena detrás de él desde el violín de la Muerte, con la única cuerda de sol bajo que le queda. Cabe preguntarse si su actitud reconoce la fugacidad de la vida, como una especie de memento mori, o si simplemente está desafiando a la muerte con una declaración que inmortaliza el arte. Lo especial de esta consideración es que pintó la obra en un momento en que estaba en la cima de su fama como artista y se convirtió en miembro honorario de la Academia de Arte de Múnich.
El autorretrato de Böcklin se inspiró en un cuadro que había visto en la Alte Pinakothek de Múnich, donde vivía en ese momento, y que por entonces se atribuía a Hans Holbein el Joven, el Retrato de Sir Brian Tuke con la Muerte, donde esta también aparece tras el retratado como un esqueleto, que aquí señala el reloj de arena sobre la mesa, clásica alusión al paso inexorable del tiempo. A su vez, los pintores Hans Thoma y Lovis Corinth fueron más tarde, a través de su conocimiento de esta obra de Böcklin, animados a hacer autorretratos comparables. El segundo movimiento de la cuarta sinfonía de Mahler, compuesto justo antes de la muerte de Böcklin, también está inspirado en esta pintura, que generalmente se considera la culminación de su obra pictórica.

## Galería

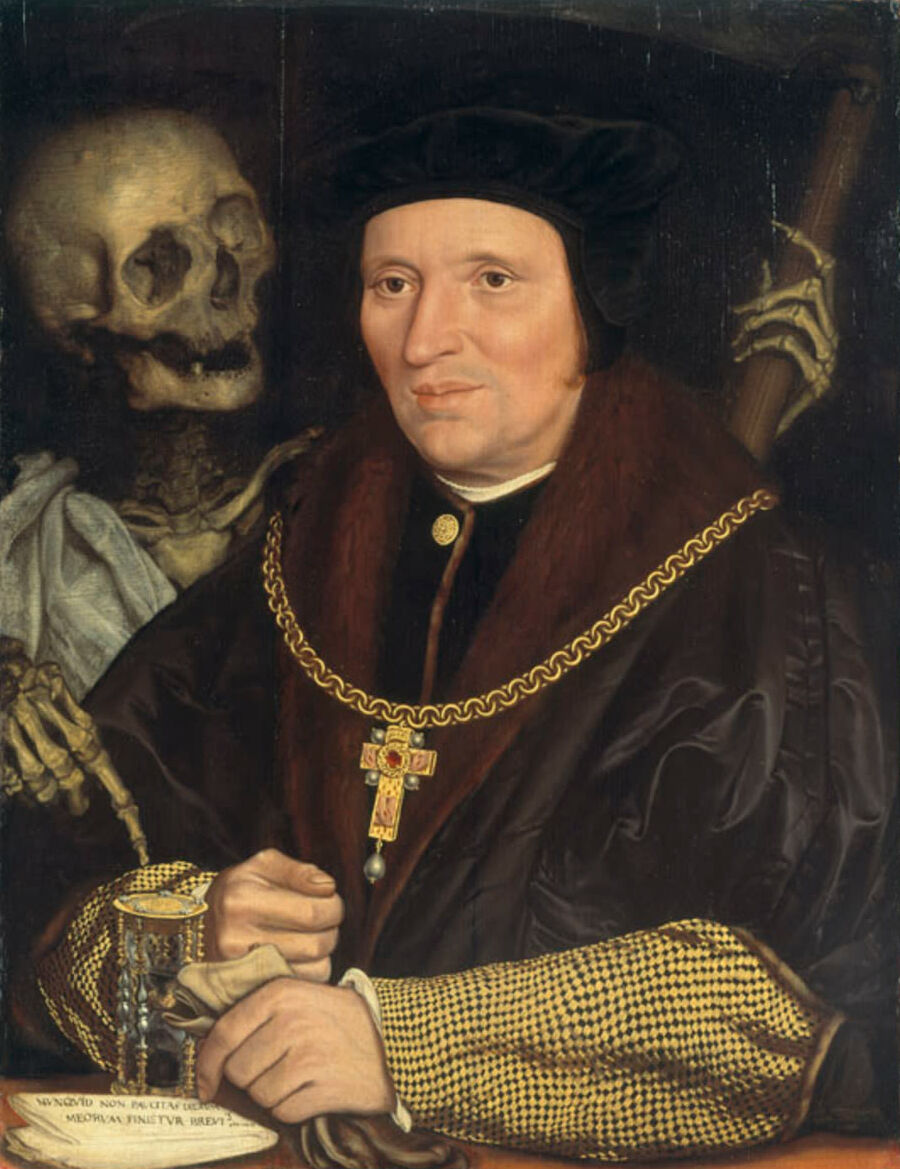
Retrato de Sir Brian Tuke con la Muerte, seguidor de Hans Holbein el Joven.
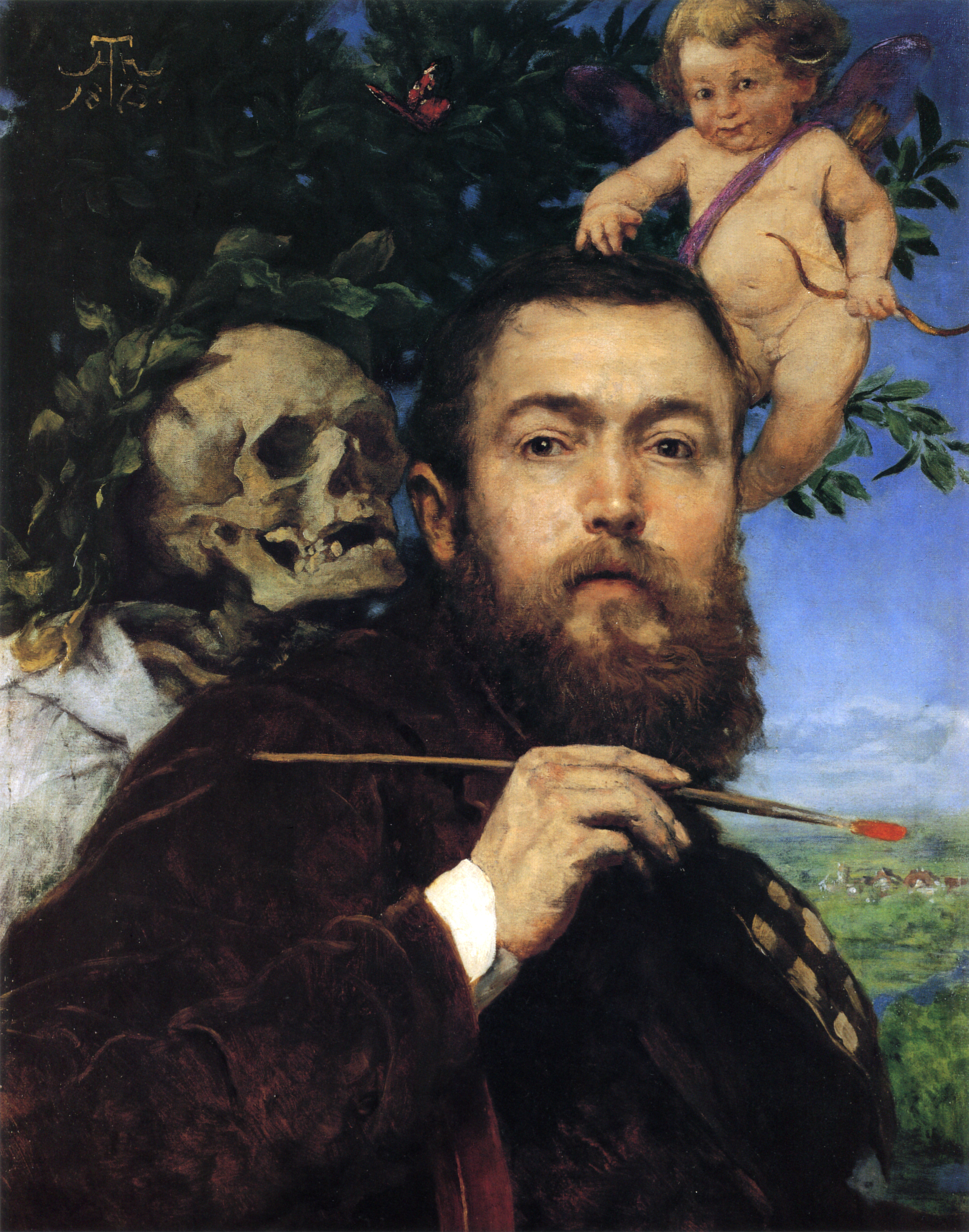
Autorretrato con la Muerte y el Amor de Hans Thoma, 1875.
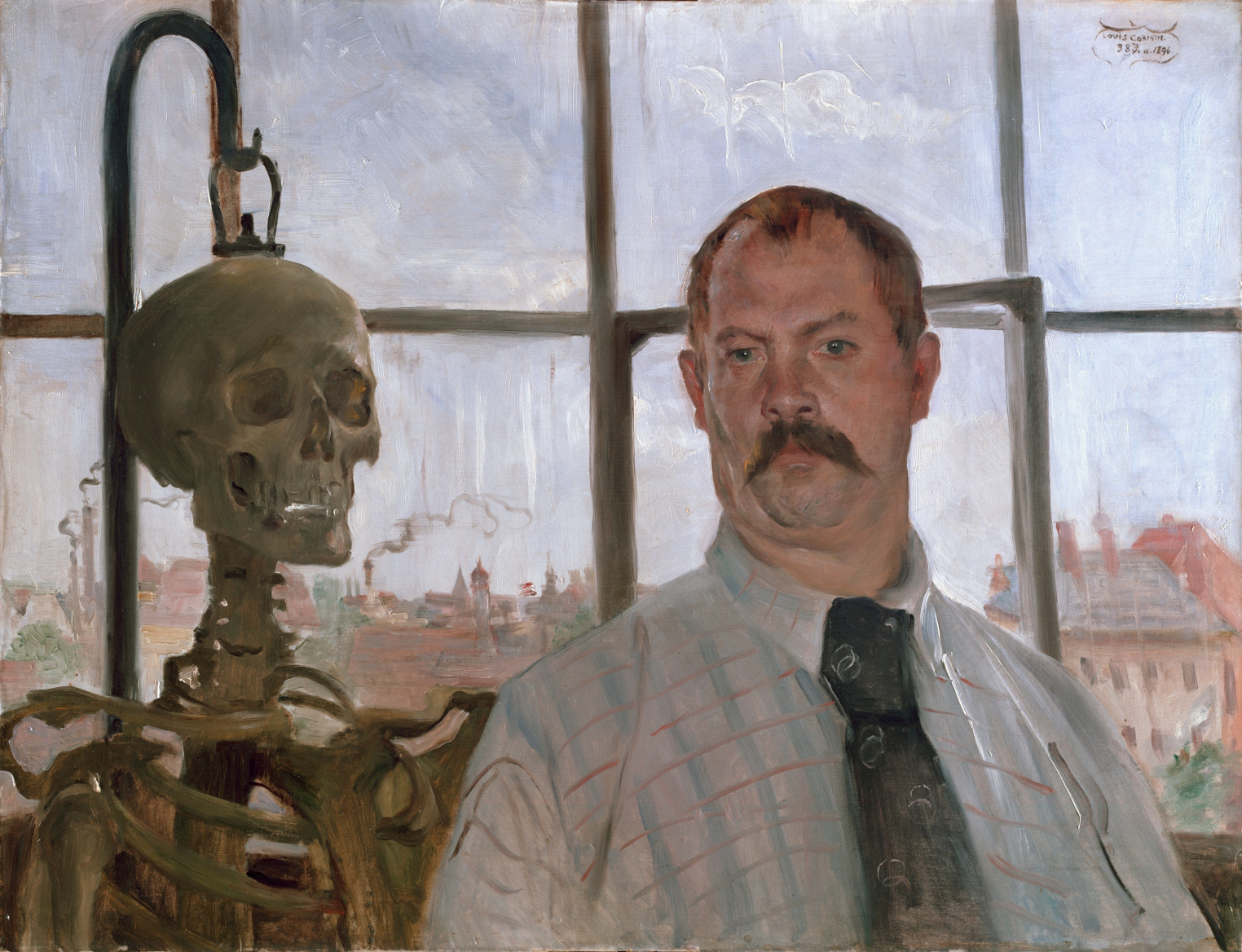
Autorretrato con calavera de Corinth, 1896.